# Marinus Jacob Kjeldgaard

Marinus Jacob Kjeldgaard (født 4. september 1884 i Sværtegade 5 i København, død 6. februar 1964 i Créteil, Frankrig) var en dansk kunstner og fotograf, der havde det meste af sit virke i Frankrig. Han var uddannet bygningsmaler og var i 4 år studerende på Det Kongelige Danske Kunstakademi. I 1909 flyttede Kjeldgaard til Paris og besøgte aldrig siden Danmark. Han blev aldrig gift og fik ingen børn.
Kjeldgaard, som var konsekvent antinazist og antifascist, blev kendt for sine satiriske fotomontager i den franske ugeavis Marianne i årene 1932-1940, hvor han i mere end 250 montager kommenterede aktuelle politiske og kulturelle begivenheder - og sidst i 30'erne udmøntede det sig især i satiriske montager med advarsler mod Hitler - og efter d. 23. august 1939 også mod Stalin. De 200 af dem var på forsiden af Marianne, hvor de fungerede som avisens ansigt udadtil - og egentlig også som avisens lederartikel. Montagerne ser ud som ægte fotografier, men viser situationer og hændelser, der næppe kunne have fundet sted - men de ser sandsynlige ud!
Allerede i 1916 dukkede hans første fotomontager op i ugemagasinet J'ai Vu, og han lavede også montager til magasinet Voila.
Af Kjeldgaards satiriske montager kan nævnes:
- Jøden Albert Einstein og nazisten Joseph Goebbels i afslappet samtale.
- Hitler, der presser en gigantisk tysk læderhjelm ned over jordkloden.

Begge montager var forsideillustrationer i avisen Marianne i 1939. Marianne blev allerede forbudt i Tyskland i 1933, så nazisterne var meget irriterede over de skarpe montager. Ved den tyske besættelse af Frankrig i juni 1940 undgik Kjeldgaard sandsynligvis kun arrestation af tyskerne, fordi hans navn aldrig havde været nævnt. Angiveligt døde seks af hans kolleger i tyske koncentrationslejre.
Kjeldgaard døde på Hôpital Albert Chenevier i Créteil, Frankrig, i 1964.